# Revaz Mindorashvili
Revaz Mindorashvili –en georgiano: რევაზ მინდორაშვილი– (Kolagui, 1 de julio de 1976) es un deportista georgiano que compitió en lucha libre.
Participó en dos Juegos Olímpicos de Verano, en los años 2004 y 2008, obteniendo la medalla de oro en Pekín 2008, en la categoría de 84 kg.
Ganó tres medallas en el Campeonato Mundial de Lucha entre los años 2003 y 2006, y cuatro medallas en el Campeonato Europeo de Lucha entre los años 2002 y 2008.

## Palmarés internacional
| Juegos Olímpicos   | Juegos Olímpicos            | Juegos Olímpicos  | Juegos Olímpicos |
| Año                | Lugar                       | Medalla           | Categoría        |
| ------------------ | --------------------------- | ----------------- | ---------------- |
| 2008               | Pekín (China)               | Medalla de oro    | 84 kg            |
| Campeonato Mundial |                             |                   |                  |
| Año                | Lugar                       | Medalla           | Categoría        |
| 2003               | Nueva York (Estados Unidos) | Medalla de bronce | 84 kg            |
| 2005               | Budapest (Hungría)          | Medalla de oro    | 84 kg            |
| 2006               | Cantón (China)              | Medalla de plata  | 84 kg            |
| Campeonato Europeo |                             |                   |                  |
| Año                | Lugar                       | Medalla           | Categoría        |
| 2002               | Bakú (Azerbaiyán)           | Medalla de bronce | 84 kg            |
| 2003               | Riga (Letonia)              | Medalla de oro    | 84 kg            |
| 2004               | Ankara (Turquía)            | Medalla de plata  | 84 kg            |
| 2008               | Tampere (Finlandia)         | Medalla de plata  | 84 kg            |